# Shamian

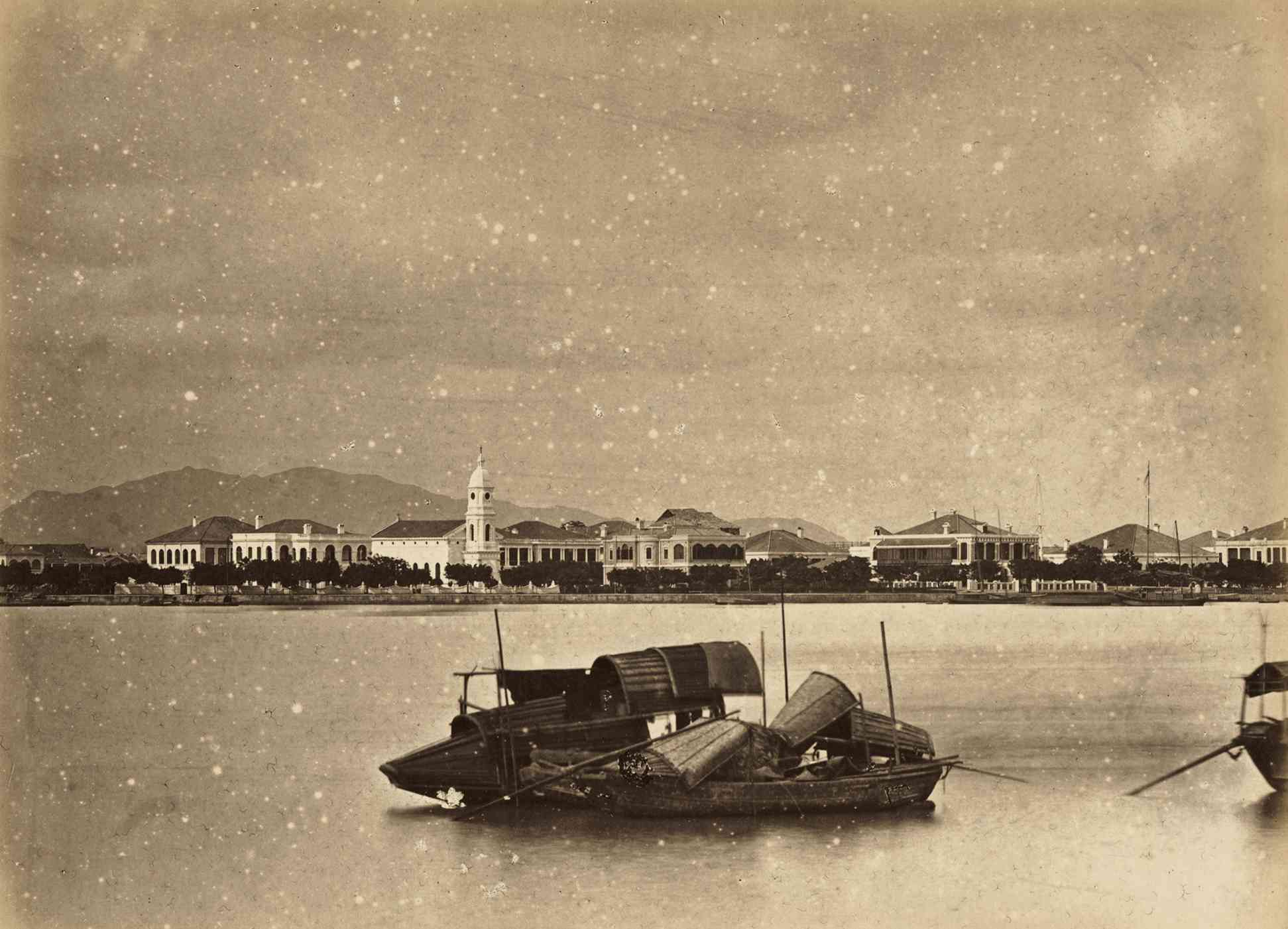
Ilha Shamian na década de 1870 por Lai Afong

Mapa da década de 1920 de "Shameen", mostrando a localização das concessões britânicas e francesas

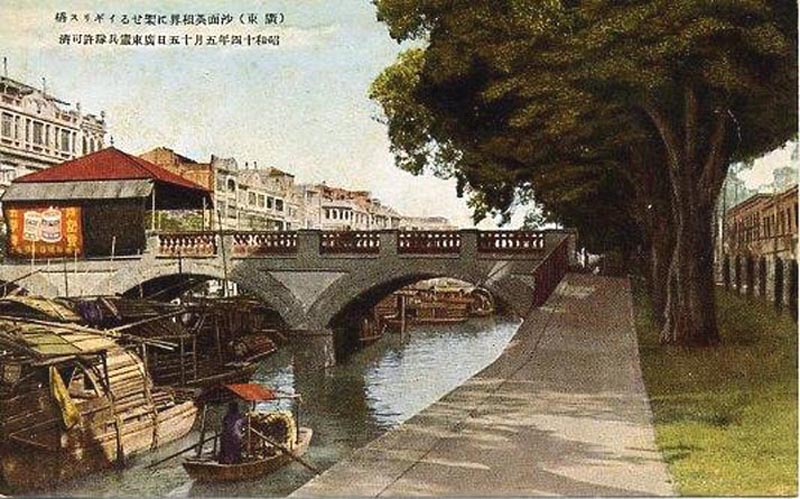
A ponte oeste, também chamada de "ponte da Inglaterra", em 1939

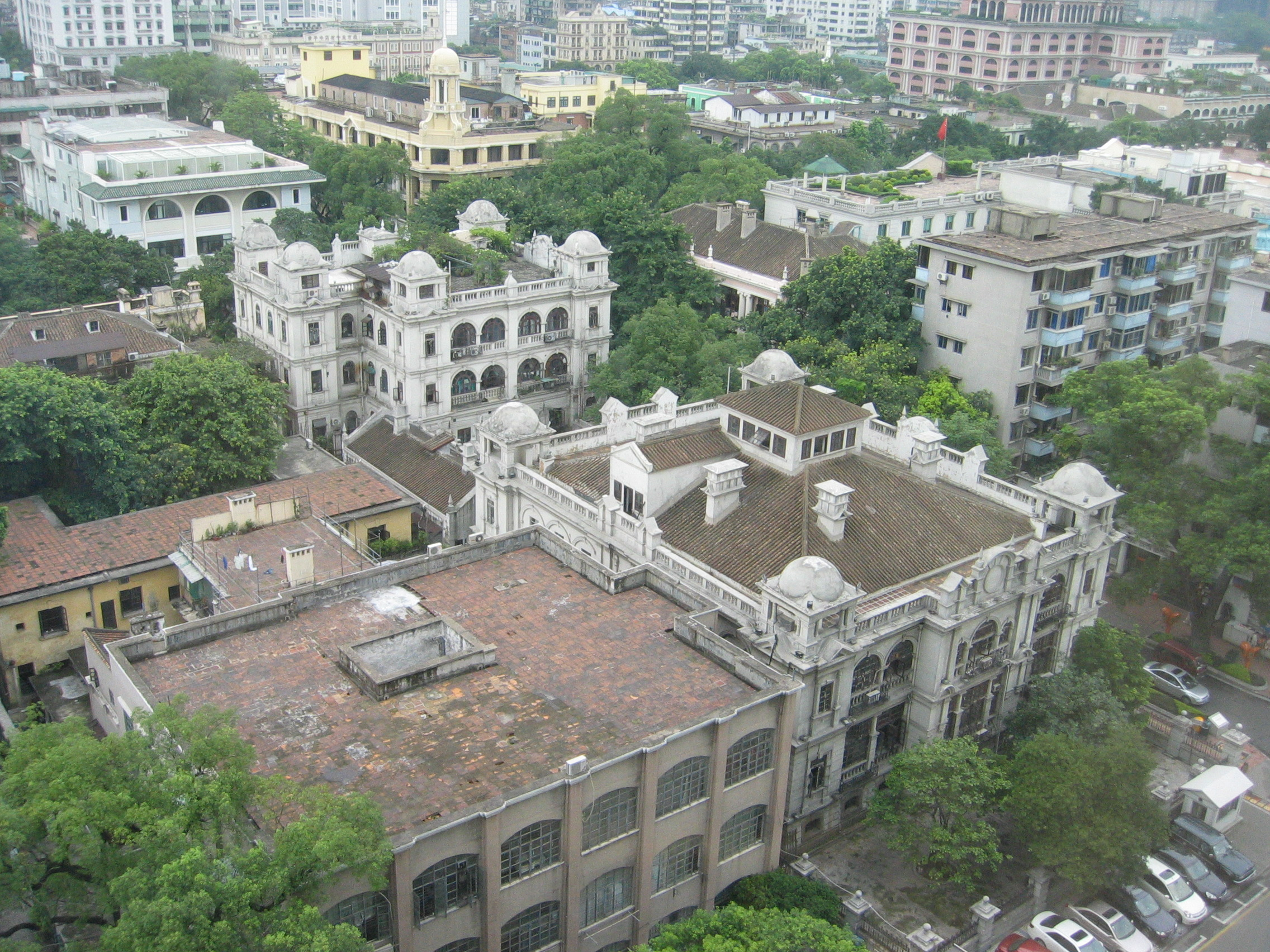
Edifícios na ilha Shamian em 2007

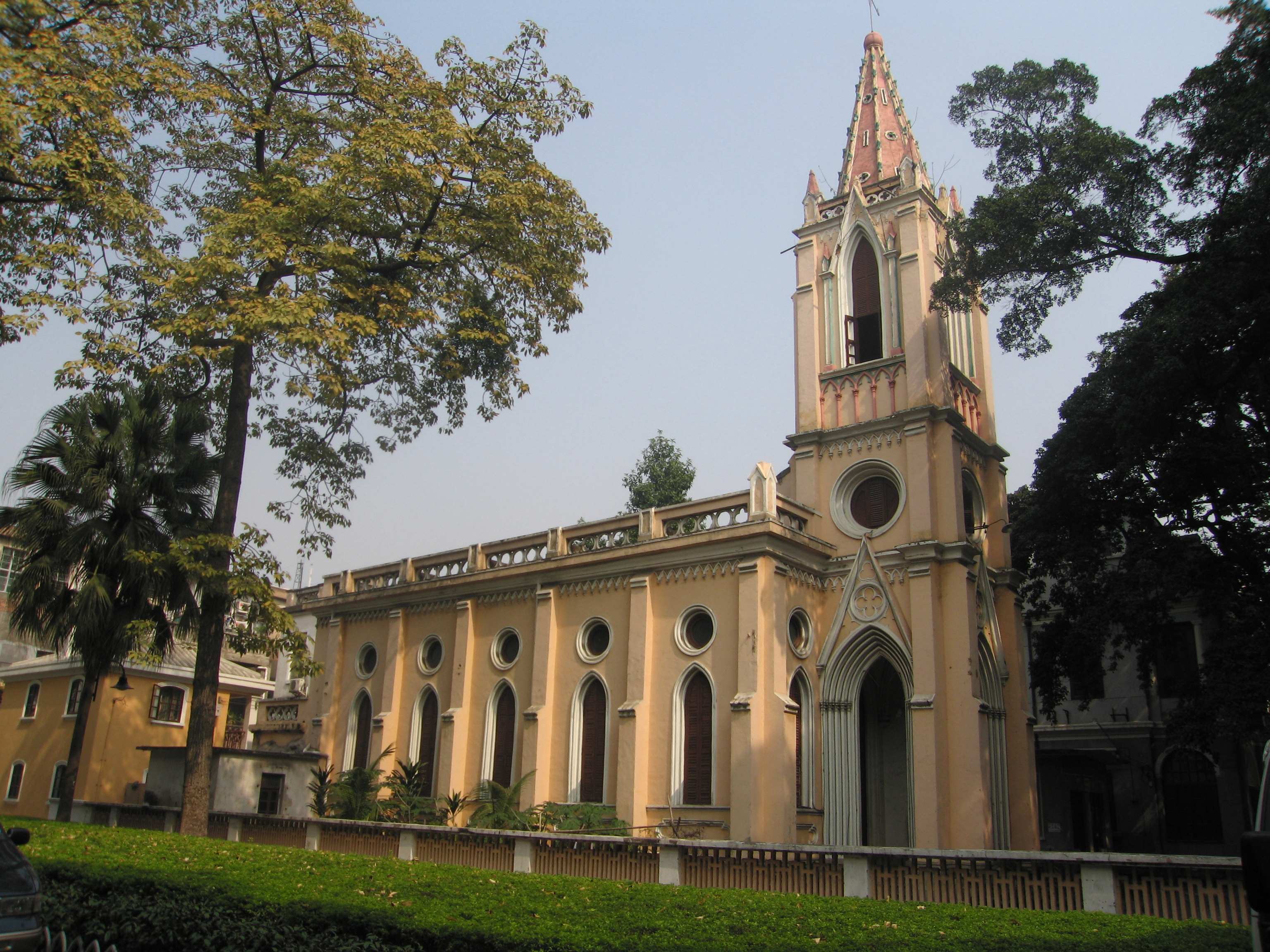
Capela de Nossa Senhora de Lourdes na Ilha Shamian

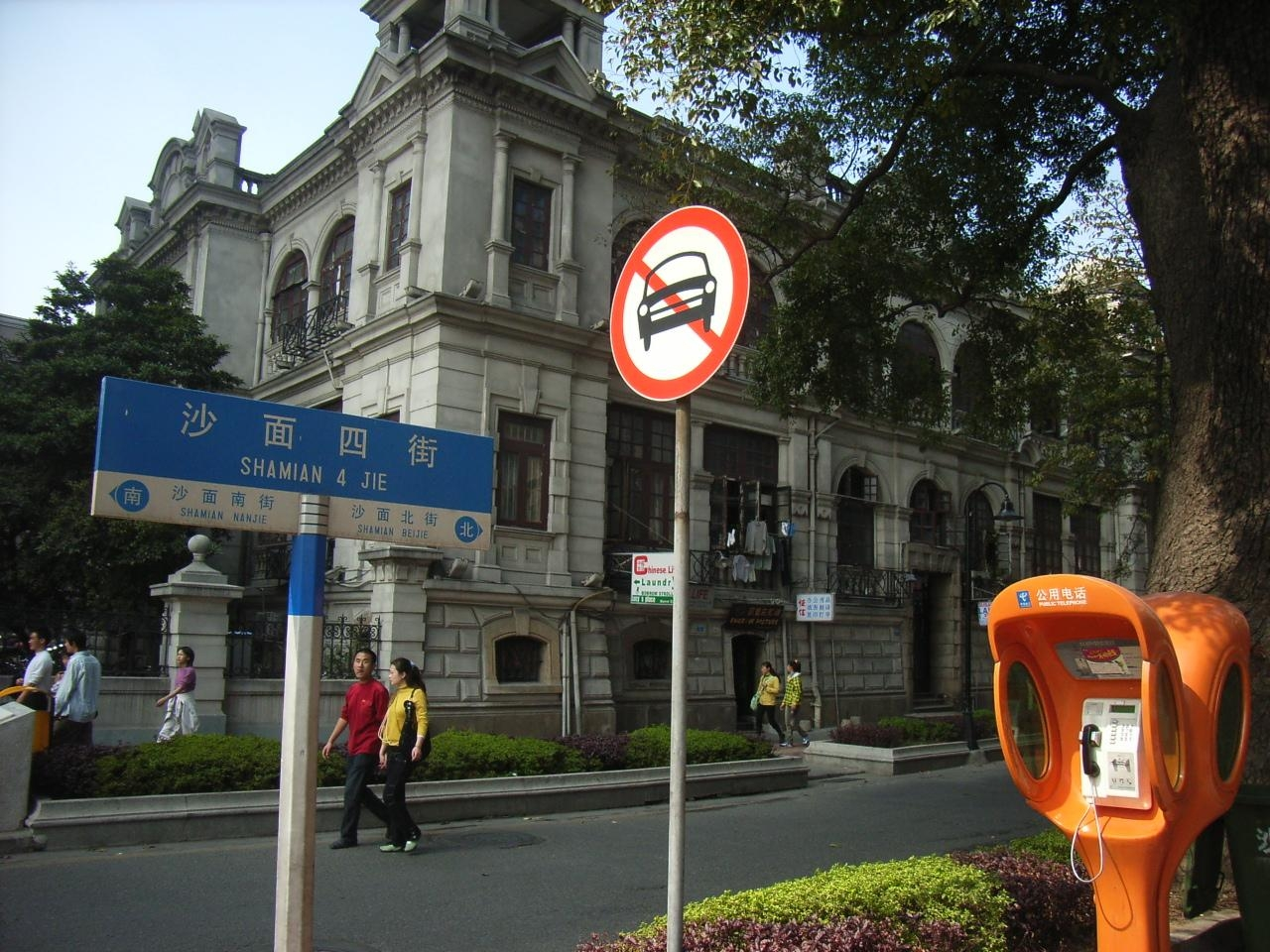
Antigo edifício do Consulado Alemão e da Companhia Asiática de Petróleo

A ilha Shamian (com seu nome também romanizada como Shameen ou Shamin, ambas as pronúncia são de língua cantonesa ) é uma ilha de bancos de areia no distrito de Liwan em Guangzhou, província de Guangdong, China. O nome da ilha significa literalmente "superfície arenosa" em chinês.
Entre 1859 e 1943 o território foi dividido em duas concessões concedidas à França e ao Reino Unido pelo governo Qing no século XIX. A ilha é uma área histórica e tranquila que lembra o período colonial europeu, com calçadas e avenidas ladeadas por árvores e alinhadas por edifícios históricos em vários estados de manutenção. Hoje a ilha é o local de vários hotéis, um albergue da juventude, restaurantes e lojas turísticas que vendem objetos e lembranças.

## Geografia
A ilha tem uma área de 0,3 km², com 900 m de comprimento leste a oeste e 300 m de largura de norte a sul. É delimitada no sul pelo Rio das Pérolas e separada do continente por um canal artificial.

## História
A Ilha Shamian foi um porto importante para o comércio exterior de Guangzhou, na Dinastias Song e na Dinastia Qing . Do século XVIII até meados do século XIX, os estrangeiros viveram e negociaram em uma fileira de casas conhecidas como Treze Fábricas, nas margens do rio Pérola, a leste da atual Ilha de  Shamian  que na época era um ancoradouro para milhares de barco. Em 1859, a Grã-Bretanha e a França escavaram um canal criando um braço de rio artificial (que agora se chama Shajichong) ao norte, tornando Shamian uma ilha artifical. Desde então, a ilha de Shamian se tornou um ponto estratégico para a defesa da cidade durante a Primeira e a Segunda Guerra do Ópio. Os britânicos capturaram o forte Shamian nas operações do rio Cantão em março de 1841 durante a Primeira Guerra do Ópio. Na expedição de 1847 até Cantão, eles apreenderam as baterias shamianas junto com o restante dos fortes que guardavam a cidade. No primeiro conflito armado da Segunda Guerra do Ópio, os britânicos recapturaram os fortes em 1856.
Em 1859, o território de Shamian foi dividido em duas concessões que formam dadas à França e ao Reino Unido (das quais 3/5 pertenciam aos britânicos e 2/5 aos franceses) pela Dinastia Qing. A ilha, que era artifical,  foi conectado ao continente por duas pontes, que eram fechadas todas as noites, às 22h como medida de segurança. A ponte em arco era britânica, e também era chamada de "Ponte da Inglaterra" e foi construída em 1861, essa ponte ficava ao norte era guardada por policiais sikkim, e a ponte francesa, que ficava para o leste, era guardada por recrutas vietnamitas (Cochinchina) com o Troupes coloniales.
Após a concessão franco-britânica, empresas comerciais da Grã-Bretanha, Estados Unidos, França, Holanda, Itália, Alemanha, Portugal e Japão, se instalaram na ilha, construindo mansões de pedra ao longo da orla. As construções na ilha foram caracterizadas por moradias isoladas, adaptadas ao clima, mas de estilo ocidental, com telhados de madeira e grandes varandas.
A ilha de Shimian foi palco de combates durante o " incidente de 23 de junho " em 1925.
Depois de 1949, com a ascensão do partido comunista Chines, as mansões de Shamian se tornaram escritórios do governo ou prédios de apartamentos e as igrejas foram transformadas em fábricas.

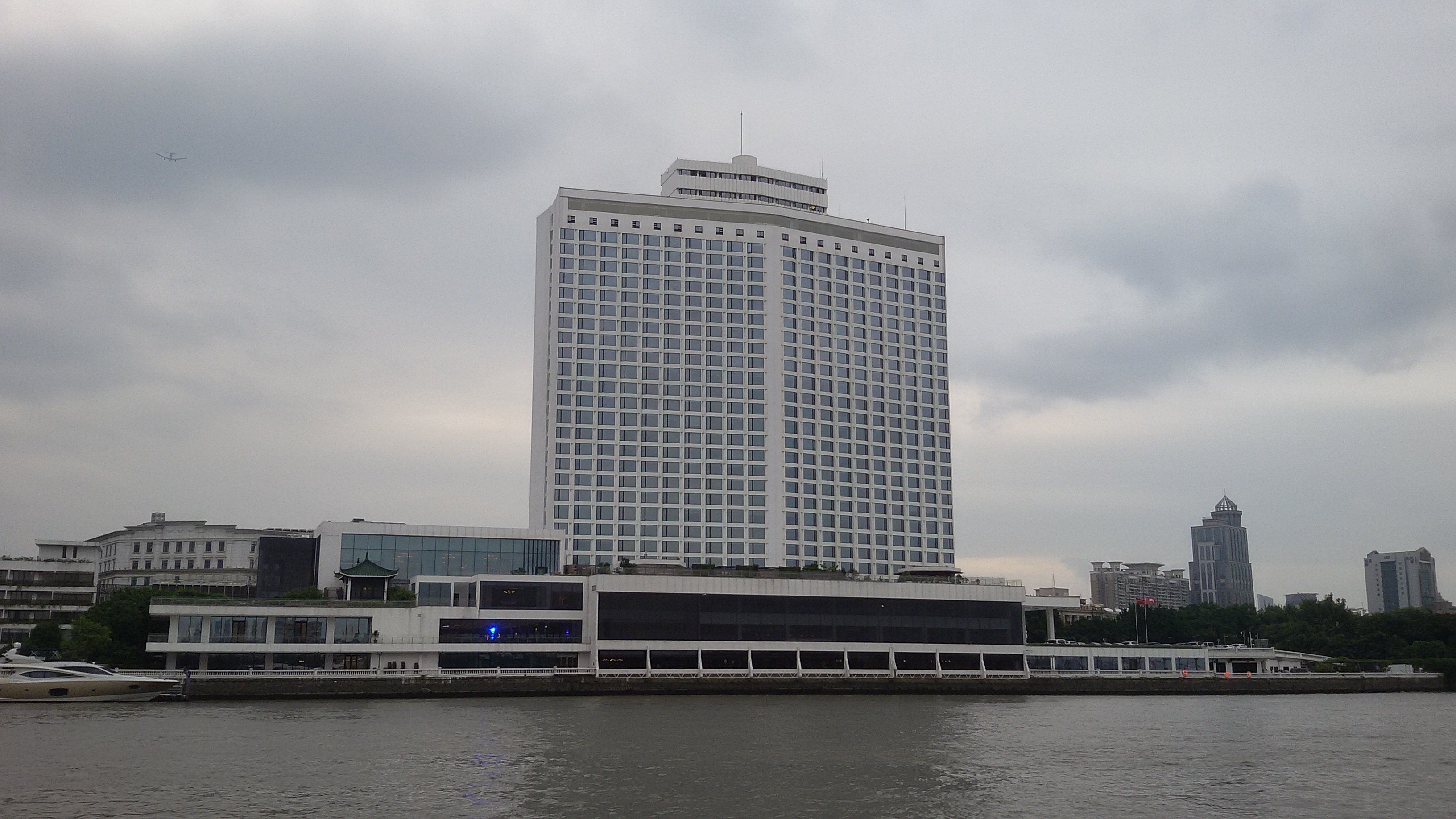
Hotel Cisne Branco

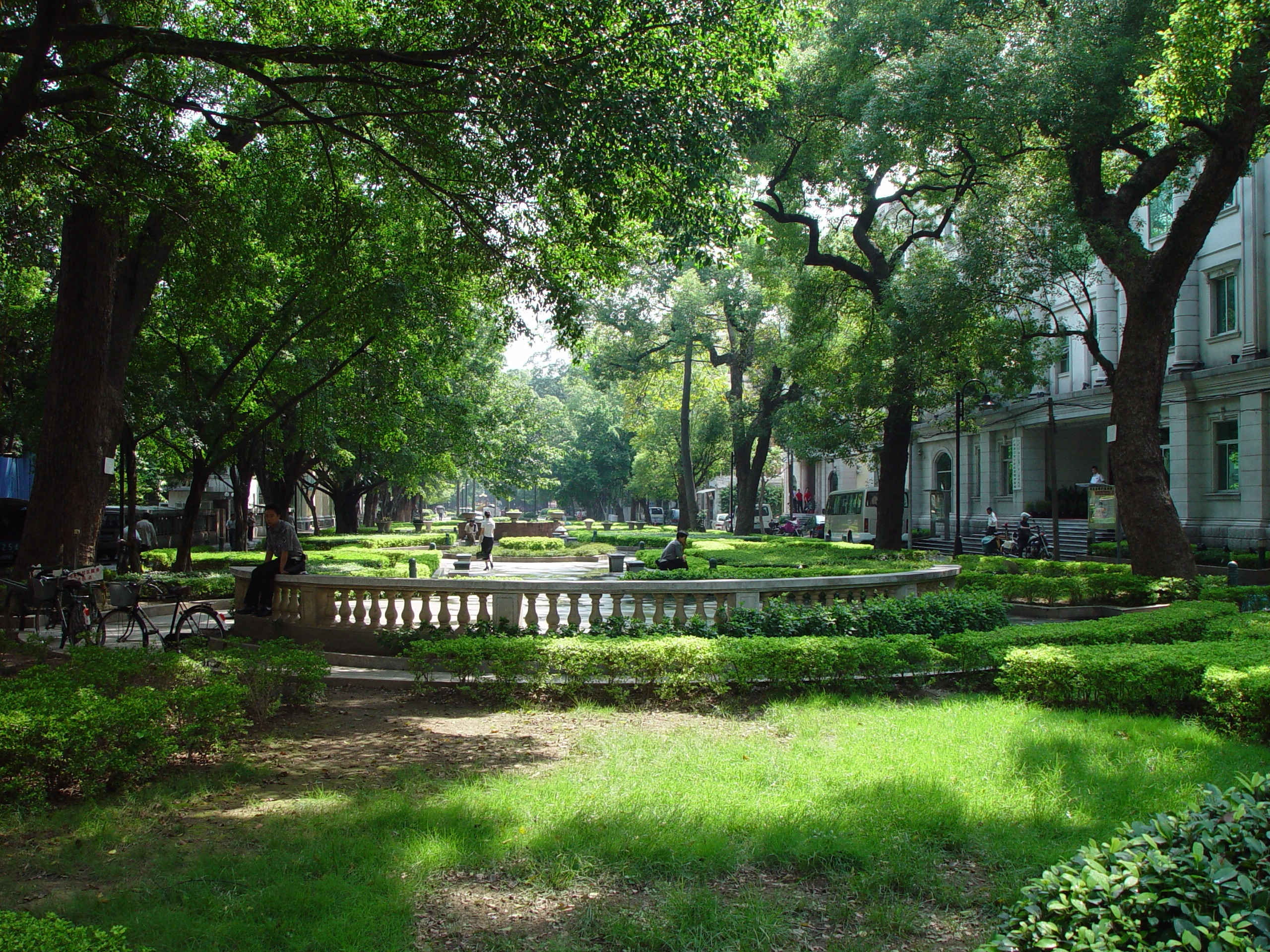
Um jardim público na ilha de Shamian

## Recursos

### Edifícios religiosos
A capela católica francesa, também conhecida como Capela de Nossa Senhora de Lourdes ( 露德圣母堂 ), foi restaurada e fica na avenida principal. Está localizada no lado francês da ilha, foi concluído em 1892.
A igreja protestante britânica, chamada de Christ Church Shameen ( Sh 沙面堂   ) foi construída em 1865.

### Governo
O prédio do governo hoje é a Delegacia de Shamian ( 沙面派出所   ).

### Consulados
Embora a Ilha Shamian tenha sido historicamente o local de vários consulados, o único consulado localizado na Ilha Shamian que estava em funionamento até 2014 é o Consulado da Polônia, na rua 63 Shamian Main.
Antigos consulados na ilha incluem:
- Checoslováquia. O Consulado Tcheco esteve por algum tempo localizado na Rua Shamian nº 1, em um prédio de 1911, que mais tarde recebeu a delegação comercial da Coréia do Norte em Guangzhou.[14][15]
- França. Rua Shamian do Sul nº 20.
- Polônia. Rua Shamian No. 63.
- Alemanha. 59 Shamian Main Street South. O edifício também abrigava a Companhia Asiática de Petróleo .
- Japão. Rua Shamian do Sul nº 22.
- Noruega. 54 Shamian Main Street North.
- Portugal. Rua Shamian do Sul nº 42.
- União Soviética. O Consulado Soviético esteve por algum tempo localizado na 68 Shamian Main Street North, em um edifício de 1916.[16]
- Reino Unido. 44-46 South Shamian Street.
- Estados Unidos. O Consulado dos EUA em Guangzhou estava localizado na Rua 56 Shamian Main North  de 1873 a 1938, e mais tarde durante vários meses em 1949. Em abril de 1990, o consulado mudou-se novamente para a Ilha Shamian, onde ocupava a Torre do Consulado, um novo edifício na Rua Sul Shamian No. 1, construído em terrenos recuperados perto do Rio das Pérolas e próximo ao Hotel White Swan. Em 2005, a Seção Consular do Consulado mudou-se para um local no Distrito de Tianhe . Em julho de 2013, o Consulado foi transferido para um novo prédio na Cidade Nova de Zhujiang .[17] A localização do consulado fez da Ilha Shamian um centro para as famílias americanas que adotam crianças da China.[18]

### Educação
As escolas da comunidade incluem a Escola Primária Shamian (沙面学校) e a Escola Primária Experimental Shamian (沙面实验学校).

### Lazer
Shamian Park ( 沙面公园) e as quadras de tênis Shamian ( 沙面网球场 são a comunidade5).

### Estátuas

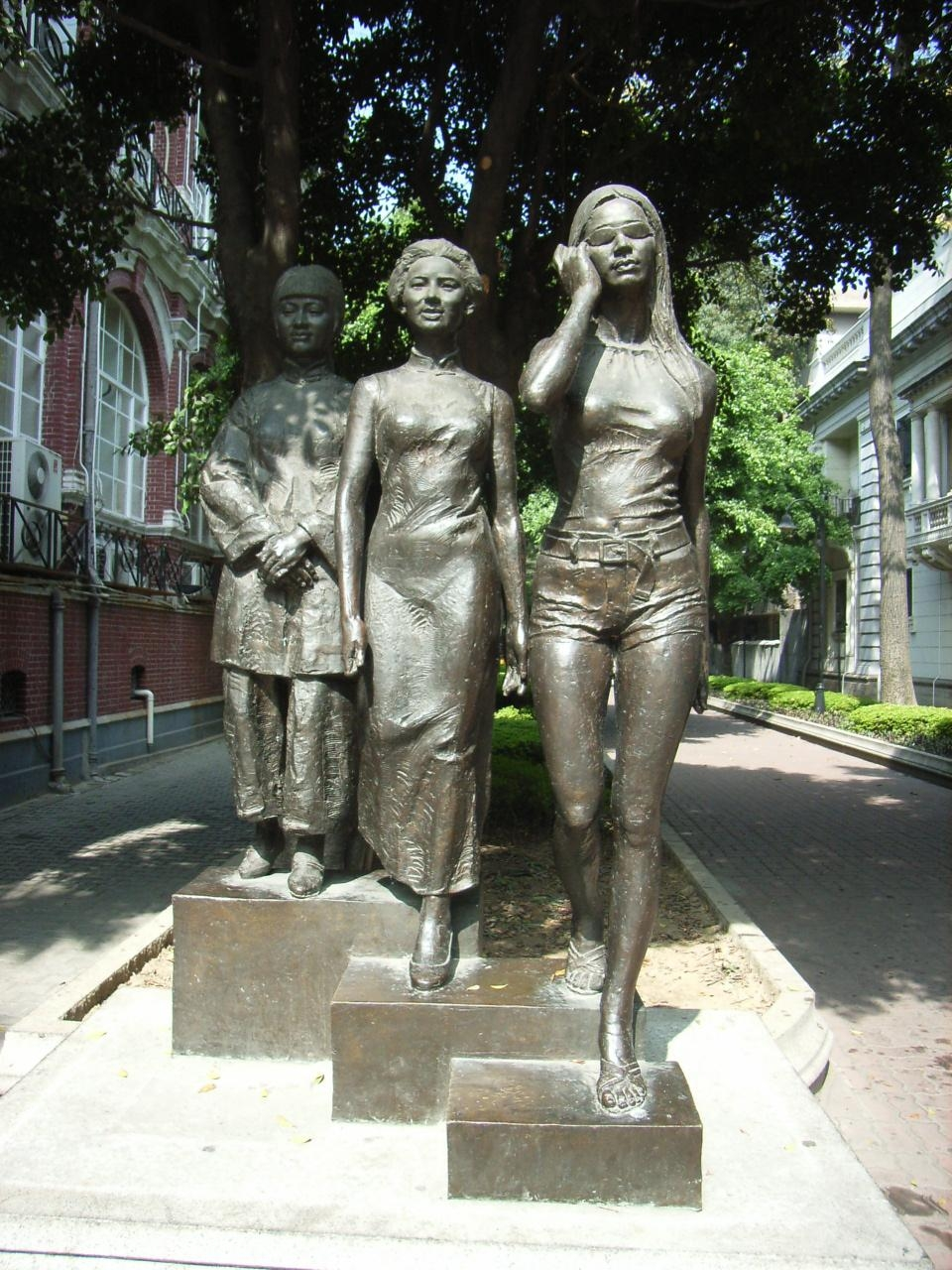
Estátuas na ilha Shamian.

Várias estátuas de bronze estão espalhadas pela ilha, retratando a vida como era nos períodos anteriores da ilha, bem como nos tempos mais recentes. Por exemplo, uma estátua intitulada "Um cavalheiro, uma dama e uma mulher danada" mostra um casal ocidental assistindo uma mulher chinesa envergando um pano. Outro retrata as mudanças de aparência e estatura das mulheres chinesas, com uma mulher dos tempos coloniais em roupas tradicionais, uma mulher um pouco mais alta do início ou meados do século 20 vestindo um cheongsam e uma jovem chinesa relativamente alta e esbelta vestindo shorts e conversando num celular.

## Transporte
As três ruas leste-oeste da ilha eram anteriormente denominadas "Canal Street", "Central Avenue" (uma avenida arborizada) e "Front Avenue" (originalmente alinhada à beira do rio por parques) e foram renomeadas como "Shamian North Road" (Shamian Beijie), "Shamian Main Street" (Shamian Dajie) e "Shamian South Road" (Shamian Nanjie). As cinco ruas norte-sul da Ilha de Shamian são nomeadas Shamian 1 Street até Shamian 5 Street.
A Estação Huangsha do metrô de Guangzhou fica a uma curta caminhada da ilha, facilmente acessada através de um viaduto que atravessa a movimentada Liu'ersan Road. Há também uma balsa que vai do cais Huangsha ao cais Fangcun, que sai a cada 10 minutos carregando passageiros e bicicletas até a ilha. As tarifas variam de 0,5 RMB para um passageiro a pé e 1 RMB para um passageiro com uma bicicleta. Não há ônibus públicos na própria ilha, embora existam vários pontos de ônibus nas proximidades da ilha.